# IOS
iOS (prije iPhone OS) ime je za mobilni operacijski sustav kojeg je razvila američka tvrtka Apple Inc. za iPhone. Predstavljen je na Macworld Conference & Expou 9. siječnja 2007. godine istovremeno s iPhoneom, a pušten u javnost u lipnju iste godine.
Prema podatcima iz lipnja 2015., iOS je po zastupljenosti drugi mobilni operacijski sustav (ispred iOS-a je  Android s 52%). Trenutno najnovija inačica iOS-a jest iOS 15. Izvorno je bio dostupan samo na seriji pametnih telefona iPhone, ali danas se koristi i u seriji multimedijalnih uređaja iPod Touch i seriji tableta iPad. iOS 13 dobit će samo uređaji iz serija iPhone i iPod Touch, dok će uređaje iz serije iPad primiti zaseban operacijski sustav temeljen na iOS-u, iPadOS.

## Povijest
Steve Jobs 2005. godine počeo je planirati prvi iPhone. Imao je dva izbora - "smanjiti Mac ili povećati iPod." U borbi između Macintosh i iPod tima, koje vode Scott Forstall i Tony Fadell, pobijedio je Forstall stvorivši iPhone OS. Odluka da se koristi Forstallov iPhone OS omogućila je iPhoneu stjecanje velike popularnosti. Jedna od ključnih značajki jest mogućnost instaliranja aplikacija trećih strana. Korištenje Mac OS-a kao podloge omogućilo je razvijateljima Mac aplikacija da lakše prilagode svoje aplikacije iOS-u. Forstall je zaslužan i za stvaranje iOS SDK-a i App Storea.
iOS je predstavljen zajedno s prvim iPhoneom na konferenciji Macworld Conference & Expo 9. siječnja 2007., a postao dostupan u lipnju te godine. Isprva, Apple nije navodio posebno ime za iPhoneov operacijski sustav, izjavljujući da "iPhone pokreće OS X" i da koristi "aplikacije za stolna računala" iako u stvarnosti iPhone pokreće varijanta OS X-a i ne koristi iste aplikacije kao OS X. Aplikacije treće strane u početku nisu bile dostupne. Jobsovo opravdanje bilo je da razvijatelji mogu stvarati web-aplikacije koje se "ponašaju kao obične aplikacije na iPhoneu". Dana 17. listopada 2007. Apple je objavio da razvija SDK (Software Development Kit) koji će postati dostupan razvijateljima u veljači. Prva beta SDK-a postala je dostupna 6. ožujka 2008., zajedno s novim imenom za iPhoneov operacijski sustav - iPhone OS.
U lipnju 2010. godine, Apple je promijenio naziv iPhone OS-a u "iOS". Američka tvrtka Cisco koristila je naziv "IOS" za svoj operacijski sustav za routere više od 10 godina. Kako bi izbjegao potencijalne sudske tužbe, Apple je licencirao naziv "IOS".
U listopadu 2016. godine, Apple je otvorio prvu akademiju razvoja softvera za iOS na Sveučilištu Fridrika II. u Napulju.

### Ažuriranja
Apple pruža velika ažuriranja iOS-a približno jednom godišnje. Mogu se instalirati pomoću iTunesa ili bežično na samom uređaju. Bežično (Over the air) ažuriranje dostupno je na uređajima s iOS-om 5.0 ili novijim. Uređaji s iOS-om starijim od inačice 5.0 moraju koristiti USB kabel i iTunes koji je dostupan na Windows i OS X računalima.
Korisnici iPoda Touch morali su plaćati sve softverske nadogradnje prije izlaska iOS-a 4, a izlaskom iOS-a 4 korisnici iPoda Touch više ne moraju plaćati softverske nadogradnje.

#### iPSW
iPSW datotečni je format korišten u iTunesu za instalaciju operacijskog sustava iOS. Koristi se za dostavu operacijskog sustava uređaja krajnjem korisniku. Sama .iPSW datoteka u osnovi je .ZIP arhiva koja sadrži tri .DMG datoteke s datotečnim sustavom iOS-a i dva RAMDISK-a. Sadrži i datoteke specifične za određene uređaje kako bi se provjerila kompatibilnost firmvera s uređajem na koji se instalira. Sama arhiva nije zaštićena, ali .DMG datoteke unutar nje zaštićene su AES ključem.

## Mogućnosti

### Početni zaslon
Početni zaslon, poznat kao SpringBoard, pokazuje ikone aplikacija i dock na dnu ekrana na koji korisnik može postaviti najkorištenije aplikacije. Početni zaslon se prikazuje nakon otključavanja uređaja i nakon što korisnik pritisne tipku Home. Pozadina početnog zaslona može se mijenjati na uređajima s iOS-om 4 ili novijim. Na vrhu ekrana nalazi se statusna traka koja prikazuje informacije kao što su vrijeme, razinu baterije, jačinu signala i sl. Kako bi zaštitio nedopušteno korištenje uređaja, korisnik može zaštiti svoj uređaj postavljanjem četveroznamenkaste ili šesteroznamenkaste lozinke koju mora unijeti kod svakog otključavanja. U iPhone OS-u 3.0 predstavljen je Spotlight, funkcija koja omogućuje pretraživanje različitog sadržaja pohranjenog na uređaju ili internetu.
iPhone OS 3 uveo je Spotlight koji dopušta pretraživanje multimedijskog sadržaja, aplikacija, e-pošte, kontakata, poruka, itd. Može mu se pristupiti s bilo koje stranice početnog zaslona.

#### Mape
iOS 4 uveo je podršku za mape. Mape se stvaraju stavljanjem jedne ikone aplikacije na drugu. Naziv mape automatski se postavlja ovisno o kategoriji aplikacija koje se grupiraju, ali se kasnije može ručno promijeniti. U iOS-u 7 i novijem, mape mogu imati više stranica, a svaka stranica može sadržati do 9 ikona. Na tabletima iz serije iPad s iOS-om 9, moguće je postaviti do 16 aplikacija po stranici mape.

### Centar obavijesti
U iOS-u 5, Apple je uveo centar obavijesti koji omogućava korisniku pregled povijesti dospjelih obavijesti. Pritiskom na obavijest otvara se odgovarajuća aplikacija. Od iOS-a 8 moguće je postavljati widgete u centar obavijesti. Ako zatvorena aplikacija primi obavijest, na njezinoj ikoni pojavi se crvena okrugla oznaka s bijelim brojem koji ukazuje na broj primljenih obavijesti.

### Pristupačnost
U iOS-u dostupne su razne funkcije pristupaćnosti koje omogućuju lakše korištenje uređaja korisnicima s problema s vidom i sluhom. VoiceOver čita naglas informacije koje se nalaze na zaslonu, uključujući kontekstne tipke, ikone, poveznice, elemente korisničkog sučelja, itd. čime omogućuje slijepim osobama korištenje uređaja.

### Ugrađene aplikacije
iOS dolazi s nekoliko predinstaliranih aplikacija koje su smatrane osnovnim funkcijama svakog uređaja. Nekim od tih aplikacija se pristupa s početnog zaslona, a neke se moraju uključiti u postavkama. Neke od predinstaliranih aplikacija su: Telefon, Poruke, Kamera, Karte, Safari, Glazba, App Store, iTunes, Podsjetnici, FaceTime, Pošta i druge.

## Uređaji
Iz serije uređaja iPhone najnoviju inačicu iOS-a, iOS 13, podržavaju modeli iPhone 6S i 6S Plus izdani 2015. godine i noviji. Posljednja inačica iOS koju podržava izvorni model serije, iPhone, jest 3.1.3. Nasljednik tog modela, iPhone 3G, dolazi predinstaliran s iOS-om 3.0 i podržava sve inačice do iOS-a 4.2.1. Posljednje ažuriranje iOS-a koje je primio iPhone 3GS jest 6.1.6. Model iz 2010. godine, iPhone 4, primio je ažuriranje na iOS 7.1.2, a njegov nasljednik iPhone 4S na 9.3.6. Podrška za iPhone 5 završila je iOS-om 10.3.4, a za iPhone 5c iOS-om 10.3.3.
Jedini model iz linije uređaja iPod Touch koji podržava iOS 13 jest sedma generacija. Podrška za šestu generaciju iPoda Touch završila je iOS-om 12.4.4.
iOS je na iPadu od inačice 13 preimenovan u iPadOS. iPadOS 13 podržan je na petoj, šestoj i sedmoj generaciji osnovnog iPada, drugoj i trećoj generaciji iPada Air, četvrtoj i petoj generaciji iPada Mini i svim generacijama iPada Pro.